# Litoria angiana
Litoria angiana är en groddjursart som först beskrevs av George Albert Boulenger 1915.  Litoria angiana ingår i släktet Litoria och familjen lövgrodor. IUCN kategoriserar arten globalt som livskraftig. Inga underarter finns listade i Catalogue of Life.